# Ӛ
Ӛ, ӛ е буква от кирилицата. Обозначава присъщия звук /ɘ/ (полузатворена средна незакръглена гласна). Използва се в хантийския език, където е 10-а буква от азбуката. Произлиза от кирилската буква Ә, над която са добавени две точки (диерезис).

## Кодове
| Буква  | Уникод |
| ------ | ------ |
| Главна | U+04DA |
| Малка  | U+04DB |

В други кодировки буквата Ӛ отсъства.